# Josep Vives i Gatell
Josep Vives i Gatell   (Vilabella, 11 de gener de 1888 - Barcelona, 12 de maig de 1978) fou un historiador, bibliògraf, arqueòleg, bibliotecari i prevere català.

## Biografia
Després d'estudiar al Seminari Pontifici de Tarragona i al Seminari Conciliar de Barcelona, fou ordenat sacerdot el 1913. També estudià a la Universitat de Barcelona, on es llicencià en Dret i en Teologia. Posteriorment, es doctorà en Filosofia i Lletres i posteriorment en Dret a la Universitat de Madrid. Des del 1927 ocupà el càrrec de bibliotecari a la Biblioteca Balmes de Barcelona. A Madrid va estudiar també sànscrit i va ampliar els seus coneixements d'àrab, hebreu i filologia romànica. Durant els anys de la Guerra Civil espanyola es traslladà a Alemanya, i va poder continuar els seus estudis a Friburg i Berlín.
L'any 1943 passà a ser membre de la Reial Acadèmia de Bones Lletres de Barcelona. Aquest mateix any començà a dirigir la delegació a Barcelona del Consell Superior d'Investigacions Científiques. Quan l'any 1968 es creà la Institució Milà i Fontanals, Josep Vives com a delegat del CSIC a Barcelona, es convertí en el seu primer director d'aquesta institució, fins que fou substituït per Marià Bassols de Climent. També fou president de la Societat Catalana d'Estudis Litúrgics des del 1970. Des de l'any 1927 fou el director de la revista Analecta Sacra Tarraconensia, fundada el 1925. La seva obra abasta camps tan diversos com la litúrgia, l'hagiografia, l'arqueologia o l'epigrafia, entre d'altres. Destaquen però, els seus estudis bibliogràfics sobre llengua i literatura catalanes, iniciats l'any 1928, i la publicació de diferents textos de literatura catalana medieval. Des de l'any 1927 dirigí la revista Analecta Sacra Tarraconensia, i des del 1948 també la revista Hispania Sacra.